# Magdous

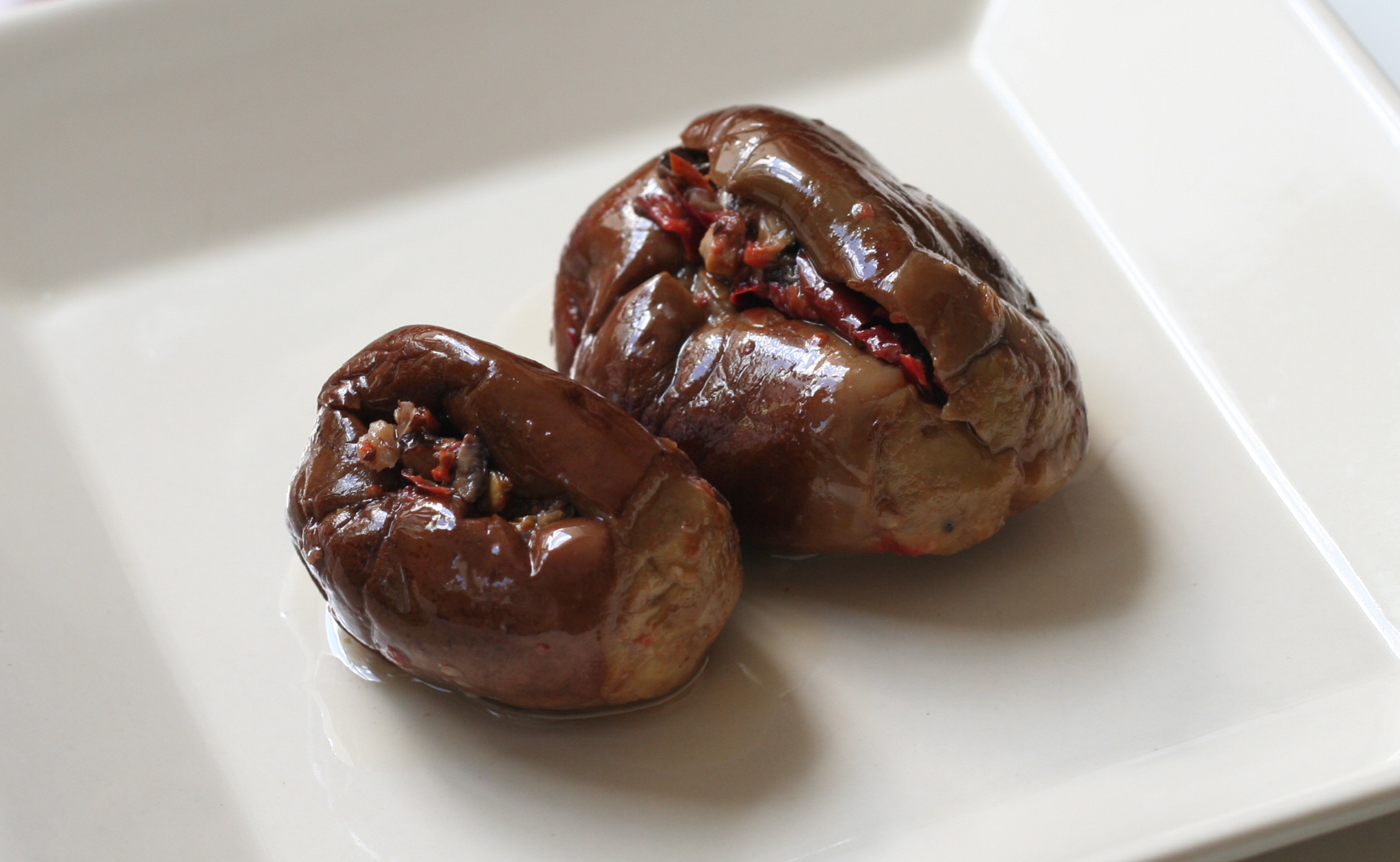
Zwei Magdous

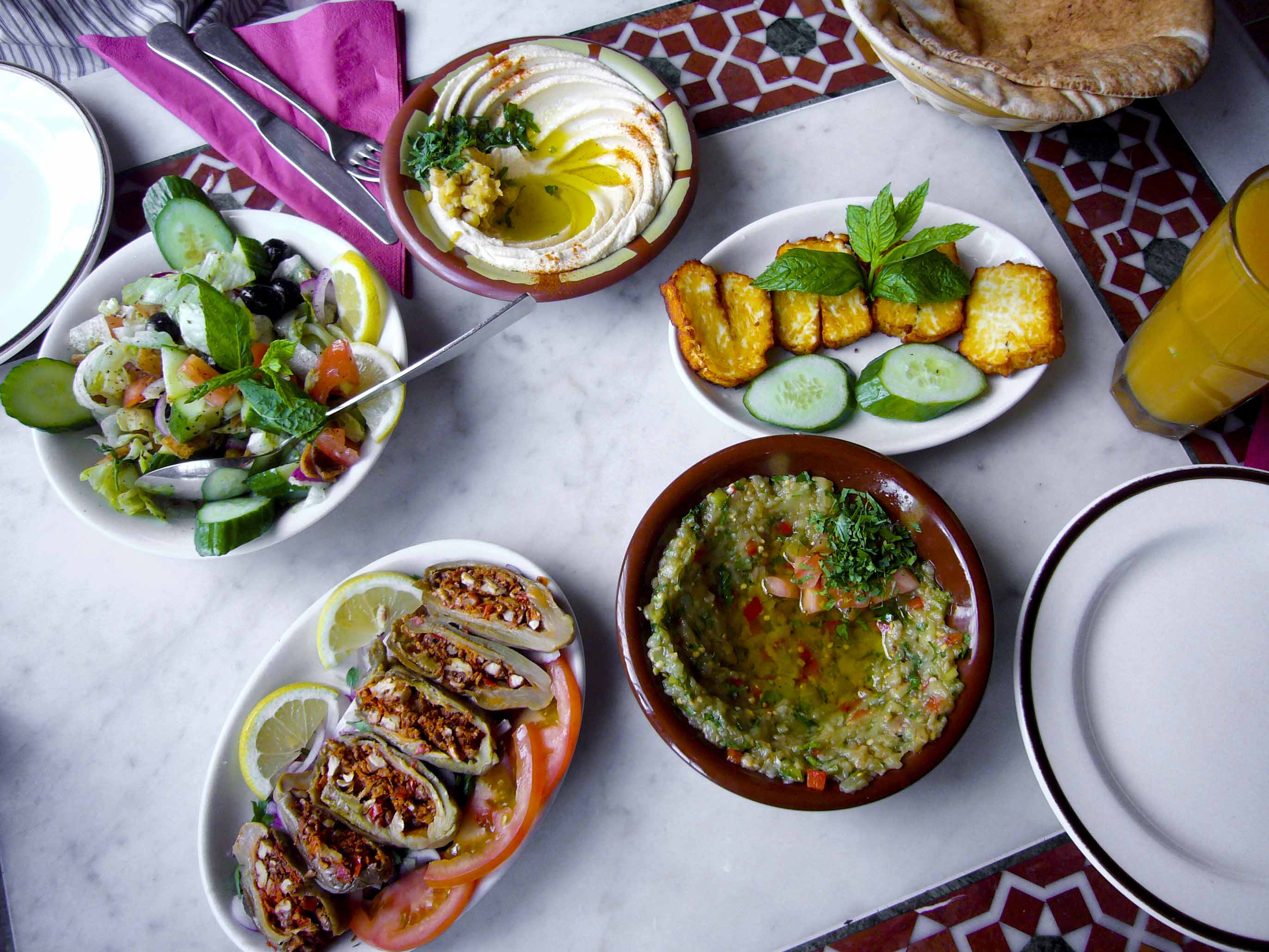
Syrische Vorspeisen (Mezze), geöffnete Magdous links unten.

Magdous, Makdous oder Maqdous (arabisch مكدوس, DMG makdūs) sind ein Gericht der arabischen Küche, bei dem kleine Auberginen („Baby-Auberginen“) mit einer Mischung aus Walnüssen und roter Paprika gefüllt und in Olivenöl eingelegt werden. Das Gericht stammt aus Syrien und ist im Libanon und der gesamten Levante populär.
Im September und Oktober werden Auberginen und Walnüsse geerntet und die Paprika reift aus. In dieser Zeit wird Magdous traditionell hergestellt und eingelagert.

## Rezepte
Das Mengenverhältnis der Zutaten Auberginen, roter Paprika und Walnüsse beträgt etwa 10:3:1. Zusätzlich wird bis zu einem Mengenanteil Salz hinzugefügt.
Pro Kilogramm Auberginen kann eine Knoblauchzehe verwendet werden.

## Herstellung
Für die Zubereitung werden kleine Auberginen gereinigt und ca. 5 Minuten gekocht. Danach werden sie eingeschnitten, auf den Innenseiten mit Salz bestreut und etwa zwei Tage mit Gewichten beschwert gelagert, um überschüssiges Wasser ablaufen zu lassen. 
Die Auberginen werden dann mit einer Mischung aus gehackten Walnüssen, Paprika, Knoblauch und nach Wunsch mit weiterem grobem Salz gefüllt und dicht aneinander in einen Behälter gefüllt. Zuletzt wird der Behälter mit Olivenöl gefüllt und für mindestens zwei Wochen verschlossen. Wie bei Sauergemüse tritt in der Regel mit der Zeit Milchsäuregärung ein. Magdous kann zwei Jahre lang aufbewahrt werden, solange die Oberfläche immer von Öl bedeckt ist. Da Olivenöl in der Kälte fest wird und Luft passieren lässt, ist es sinnvoll bei Lagerung unter 10 °C eine andere Art Pflanzenöl beizumischen.